# Umrao Jaan (1981)
Umrao Jaan (Urdu: امراؤ جان, Hindi: उमराव जान) ist ein Bollywoodfilm von Muzaffar Ali aus dem Jahre 1981. Er basiert auf dem Urdu-Roman Umrao Jaan Ada von Mirza Muhammad Hadi Ruswa aus dem Jahre 1899, der eine berühmte Kurtisane aus Lakhnau thematisiert.

## Handlung
Im Jahre 1840 wurde in Faizabad ein junges muslimisches Mädchen namens Amiran vom Nachbar Daroga Dilawar entführt und an Khanum Jaan verkauft, die die Besitzerin eines Bordells ist. Dort werden Mädchen zu Prostituierten ausgebildet. Auch Amiran, die nun den Namen Umrao Jaan trägt, lernt dort das Lesen, Schreiben, Tanzen, Singen und den Umgang mit reichen Männern. Sie ist keine gewöhnliche Kurtisane. Sie ist eine kultivierte Frau, die es weiß die Männer in ihren Bann zu ziehen.
Die nun erwachsene Umrao trifft auf Nawab Sultan und die beiden verlieben sich. Sultan will sie in ein ehrenvolles Leben überführen. Zurück bleibt das gebrochene Herz von Umrao.
Schließlich erobert Faiz Ali, ein Banditenführer, ihr Herz. Sie flieht mit ihm in der Hoffnung, ihn zu heiraten und das Leben im Bordell hinter sich zu lassen. Aber ihr Geliebter wird von der Polizei umgebracht und ihr bleibt nichts anderes übrig als zu ihrem alten Leben zurückzukehren.
Bald wird Lakhnau von den Briten attackiert und die Ortsansässigen, wie auch Umrao Jaan, sind zur Flucht gezwungen. Umrao realisiert, dass sie in Faizabad, ihrem Heimatort, gelandet sind. Bei der Entführung war Umrao sehr jung, so dass sie alles vergessen hatte. Doch nun kommen alte Erinnerungen in ihr hoch.
Hinterher trifft sie auf ihre Mutter und ihren jüngeren Bruder, die dachten sie sei längst tot. Ihre Mutter will Umrao wieder zurück in die Familie holen, doch er Umraos Bruder verbietet es. Umrao ist befleckt und muss nicht noch die Familie in Verlegenheit bringen und zum Gespött der Gesellschaft machen.
Letztendlich bleibt Umrao Jaan alleine mit nichts außer ihrer Kunst des Verführens und ihre Poesie.

## Soundtrack
Die Musik zu dem Film komponierte Mohammed Zahur Khayyam. Die Liedtexte stammen von dem Urdu-Dichter Shahryar. Die erfolgreichsten Songs wurden die von Asha Bhosle gesungenen Ghazals Dil cheez kya hai und In ankhon ki masti. Für diesen Soundtrack hat Khayyam wichtige Preise verliehen bekommen. 
| Songs                    | Sänger/in                                                    |
| ------------------------ | ------------------------------------------------------------ |
| Dil Cheez Kya Hai        | Asha Bhosle                                                  |
| In Aankhon Ki Masti      | Asha Bhosle                                                  |
| Jab Bhi Milti Hai        | Asha Bhosle                                                  |
| Jhoola Kinne Dala        | Shahida Khan                                                 |
| Justuju Jiski Thi        | Asha Bhosle                                                  |
| Kahe Ko Byahi Bides      | Jagjit Kaur                                                  |
| Raagmala                 | Mustafa Khan, Runa Prasad, Shahida Khan, Ghulam Mustafa Khan |
| Yeh Kya Jagay Hai Doston | Asha Bhosle                                                  |
| Zindagi Jab Bhi          | Talat Aziz                                                   |

## Auszeichnungen
National Film Award
- National Film Award/Beste Hauptdarstellerin an Rekha (1982)
- National Film Award/Beste Playbacksängerin für Dil Cheez Kya Hai an Asha Bhosle (1982)
- National Film Award/Beste Musik an Khayyam (1982)

Filmfare Award
- Filmfare Award/Beste Regie an Muzaffar Ali (1982)
- Filmfare Award/Beste Musik  an Khayyam (1982)

Nominierung:
- Filmfare Award/Beste Hauptdarstellerin an Rekha (1982)

## Sonstiges
Für das Szenenbild war Bansi Chandragupta verantwortlich, der insbesondere für seine Arbeit mit Satyajit Ray bekannt wurde.